# Bešeňov
Bešeňov és un poble i municipi d'Eslovàquia que es troba a la regió de Nitra, al sud-oest del país.

## Història
La primera menció escrita de la vila es remunta al 1113.

## Demografia
| Godina             | 1994 | 2004   | 2014   | 2024   |
| ------------------ | ---- | ------ | ------ | ------ |
| Nombre de persones | 1813 | 1721   | 1662   | 1551   |
| Diferència         |      | −5,07% | −3,42% | −6,67% |

| Godina             | 2023 | 2024   |
| ------------------ | ---- | ------ |
| Nombre de persones | 1569 | 1551   |
| Diferència         |      | −1,14% |